# Puerto Ballivián
Puerto Ballivián es una localidad en las tierras bajas amazónicas de Bolivia. Administrativamente se encuentra en el municipio de Trinidad en la provincia de Cercado del departamento del Beni. La comunidad está a una altitud de 155 m s. n. m. en el margen este del río Ibare, que desemboca 28 km aguas abajo en el río Mamoré. Sus habitantes se sustentan económicamente con la venta de chuchíos, que es utilizado como material para los techos de casas.

## Historia

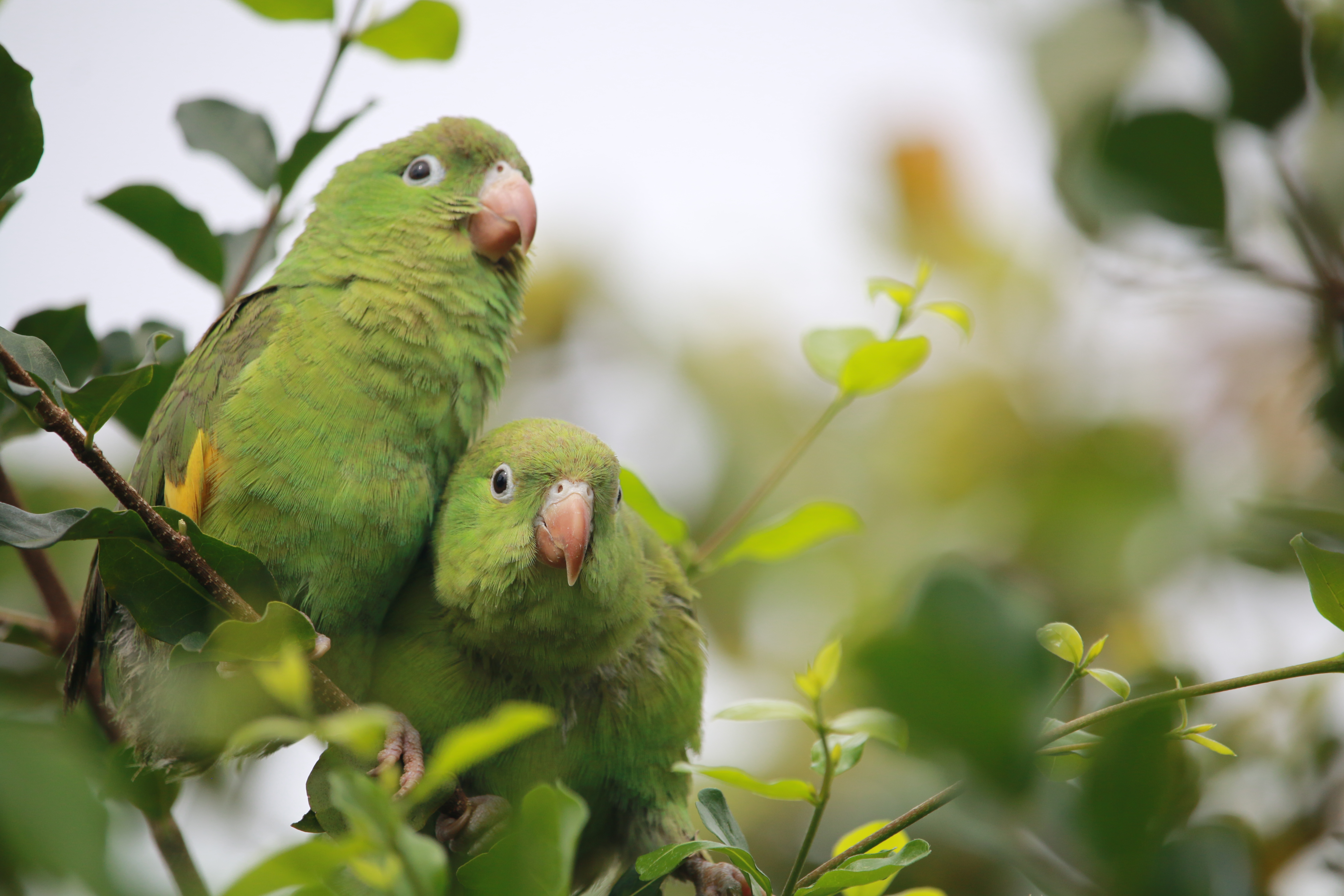
Fauna a orillas del río Ibare

Fundada hace 117 años por indígenas mojeños trinitarios. En su inicio fue una molienda que se llamaba "Puerto el trapiche". la comunidad fue construida por pobladores trinitarios cuando iniciaban actividades las gobernaciones de moxos en 1769, por el sacerdote Pedro de la Rocha. En este puerto encostaban las famosas lanchas a vapor, la grether, la Cochabamba, Trinidad, Estrella del oriente, Ana Catarina Guapay, etc. desde su inicio, la fiesta patronal se celebraba el 13 de mayo, siendo su santa patrona nuestra Señora de Fátima, pero debido a las inundaciones para esa época, el terreno se encontraba húmedo. por este motivo, se vio la necesidad de cambiar la fecha de celebración de la comunidad y como santo patrono la virgen de nuestra señora del Carmen. La fecha de fundación de Puerto Ballivián es desconocida, sin embargo, según los ancianos del pueblo, pudo haberse fundado en la década de los años 1920, con en nombre de Puerto Trapiche.En 2018 se inauguró a orillas del río Ibare un puente pasarela de hormigón, denominado costanera, con el fin de crear un paseo turístico en Puerto Ballivián. El proyecto ganó el Gran Premio Bienal de Arquitectura organizado por el Colegio de Arquitectos de Santa Cruz.

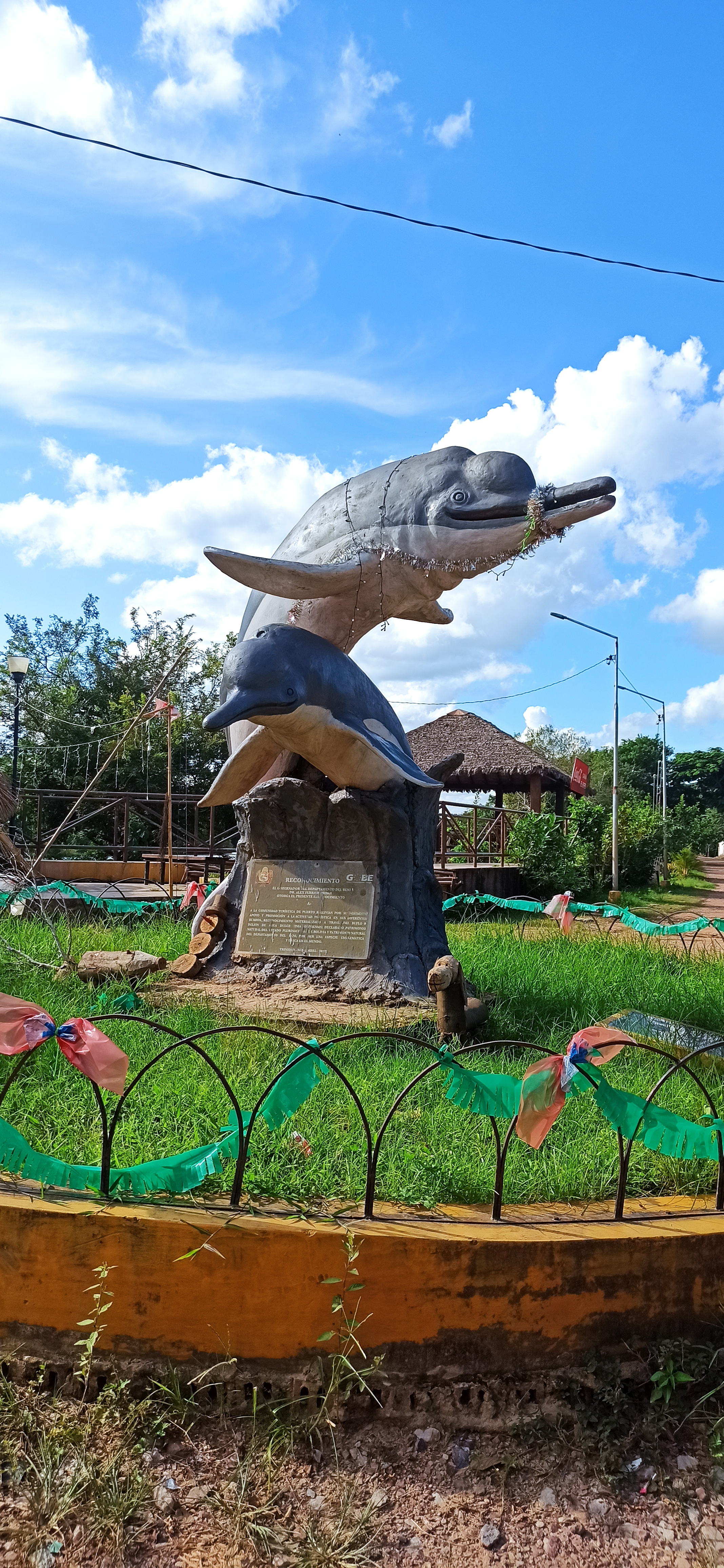
Alegoría a los bufeos en Puerto Ballivián.

## Geografía
Puerto Ballivián tiene un clima tropical cálido y húmedo durante todo el año.
La temperatura media anual es de 26,2 °C, con temperaturas medias mensuales entre junio y julio de unos 23 °C y octubre/diciembre desde casi 28 °C. La precipitación anual es de casi 2000 mm y, por lo tanto, es más del doble de la precipitación en Europa Central. En los meses diciembre a febrero hay máximos de alrededor de 300 mm mientras que en julio y agosto hay valores bajos de alrededor de 50 mm.

## Demografía
La población de la localidad ha aumentado en aproximadamente dos tercios en la última década:
| Año  | Habitantes | Fuente |
| ---- | ---------- | ------ |
| 2001 | 194        | censo  |
| 2012 | 344        | censo  |

## Transporte
Puerto Ballivián se ubica a 11 km por carretera al noroeste de la ciudad de Trinidad, la capital departamental.
Trinidad es el punto de cruce de las carreteras nacionales Ruta 3 y Ruta 9 . La Ruta 9 atraviesa de norte a sur toda la llanura boliviana y conduce desde Trinidad hasta la ciudad de Santa Cruz de la Sierra, 477 km al sur, y hasta la frontera con Argentina. La Ruta 3 se dirige al oeste hacia el altiplano boliviano hasta la ciudad de La Paz. La carretera a Puerto Ballivián sale del centro de la ciudad de Trinidad en dirección noroeste, pasando el aeropuerto hacia Loma Suárez. Luego de ocho kilómetros un camino gira hacia el oeste y llega a Puerto Ballivián luego de otros tres kilómetros.